# بيتر ديفيس أوكلي
بيتر ديفيس أوكلي هو سياسي أمريكي، ولد في 25 فبراير 1861، وتوفي في 18 نوفمبر 1920 في نيو هيفن في الولايات المتحدة. نشط حزبياً في الحزب الجمهوري. وقد انتخب عضو مجلس النواب الأمريكي ‏.